# Bundesautobahn 535
De Bundesautobahn 535 of A535 is een autosnelweg in de Duitse deelstaat Noordrijn-Westfalen. De weg verbindt de A44 in Velbert met de A46 bij Wuppertal en maakt zo onderdeel uit van de route tussen Essen en Wuppertal. In deze snelweg zit een tunnel: de 275 meter lange Tunnel Großer Busch bij Dornap.

## Geschiedenis
Oorspronkelijk stond de A535 bekend als B224. Op 1 september 2007 is de weg opgewaardeerd tot autosnelweg en kreeg de weg het nummer A535.